# 娜代日达·彼得罗维奇
娜代日达·彼得罗维奇（塞尔维亚语：／；1873年10月12日—1915年4月3日）是19世纪末20世纪初塞尔维亚重要的女性画家、塞尔维亚印象派与野兽派的代表人物。

## 生平

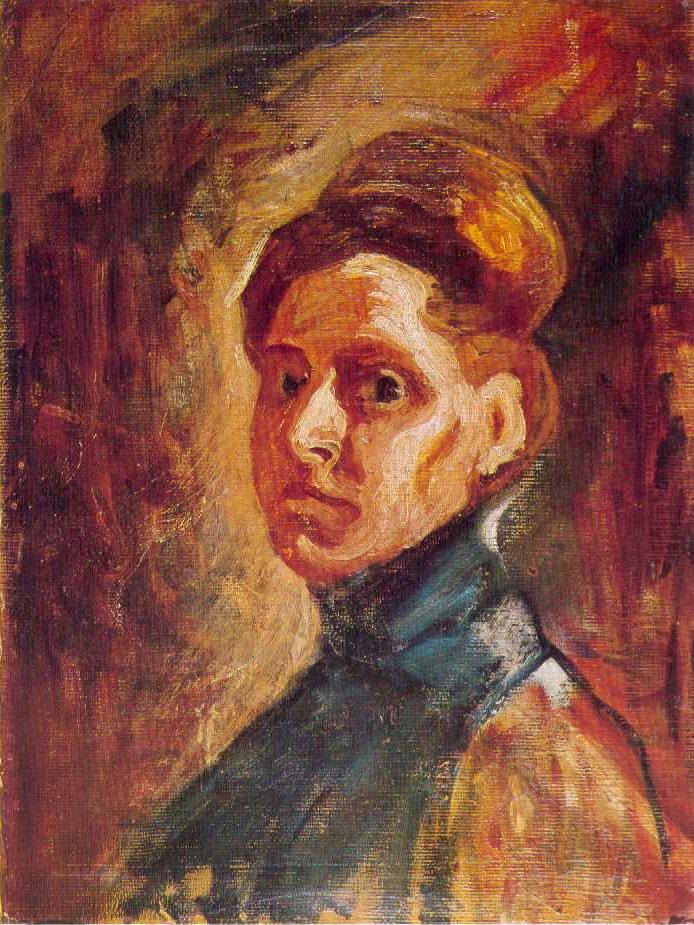
彼得罗维奇自画像，塞尔维亚国家博物馆藏

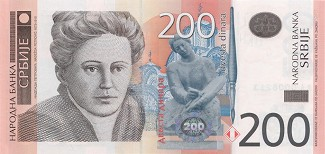
200塞尔维亚第纳尔纸币上的彼得罗维奇肖像

### 早年
娜代日达·彼得罗维奇于1873年出生于塞尔维亚公国查查克。1884年随家人移居贝尔格莱德。而后进入当地学校接受高等教育，于1891年毕业，1893年起担任学校美术教师。1892年至1897年间，向塞尔维亚现实主义画家乔尔杰·克尔斯蒂奇学习绘画。

### 留学慕尼黑
1898年，获得塞尔维亚教育部奖学金，前往慕尼黑深造。在安东·阿日贝创办的私立绘画学校学习，并结识许多在此学习的著名东欧画家，绘画风格亦受到其影响。

### 社会活动
1900年，返回塞尔维亚，并参与各种社交活动。其首次个展于同年在贝尔格莱德举行。1902年，继续执教。不久后建立人道主义组织，向受奥匈帝国压迫的塞尔维亚穷人施以援手。
1910年至1911年，留居巴黎。曾多次在秋季沙龙中展出其画作。

### 巴尔干战争、第一次世界大战及其逝世
1912年，因应巴尔干战争爆发，自愿成为前线护士。因而被授予红十字勋章，以表彰其功绩。
1914年7月，获悉奥匈帝国对塞尔维亚宣战后，立即从意大利返回贝尔格莱德，协助护理塞尔维亚军队之伤者。并因此感染伤寒，于1915年4月3日在瓦列沃逝世。

## 画作

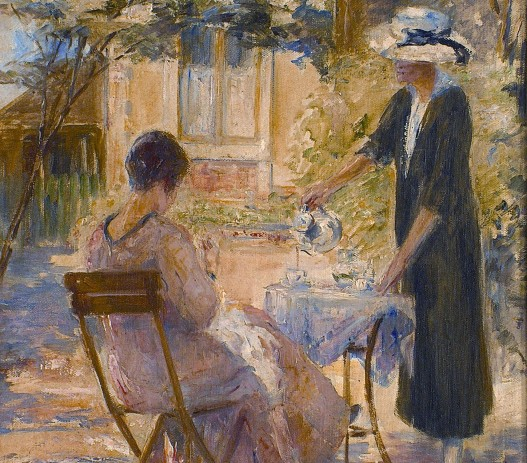
Letnji Dan
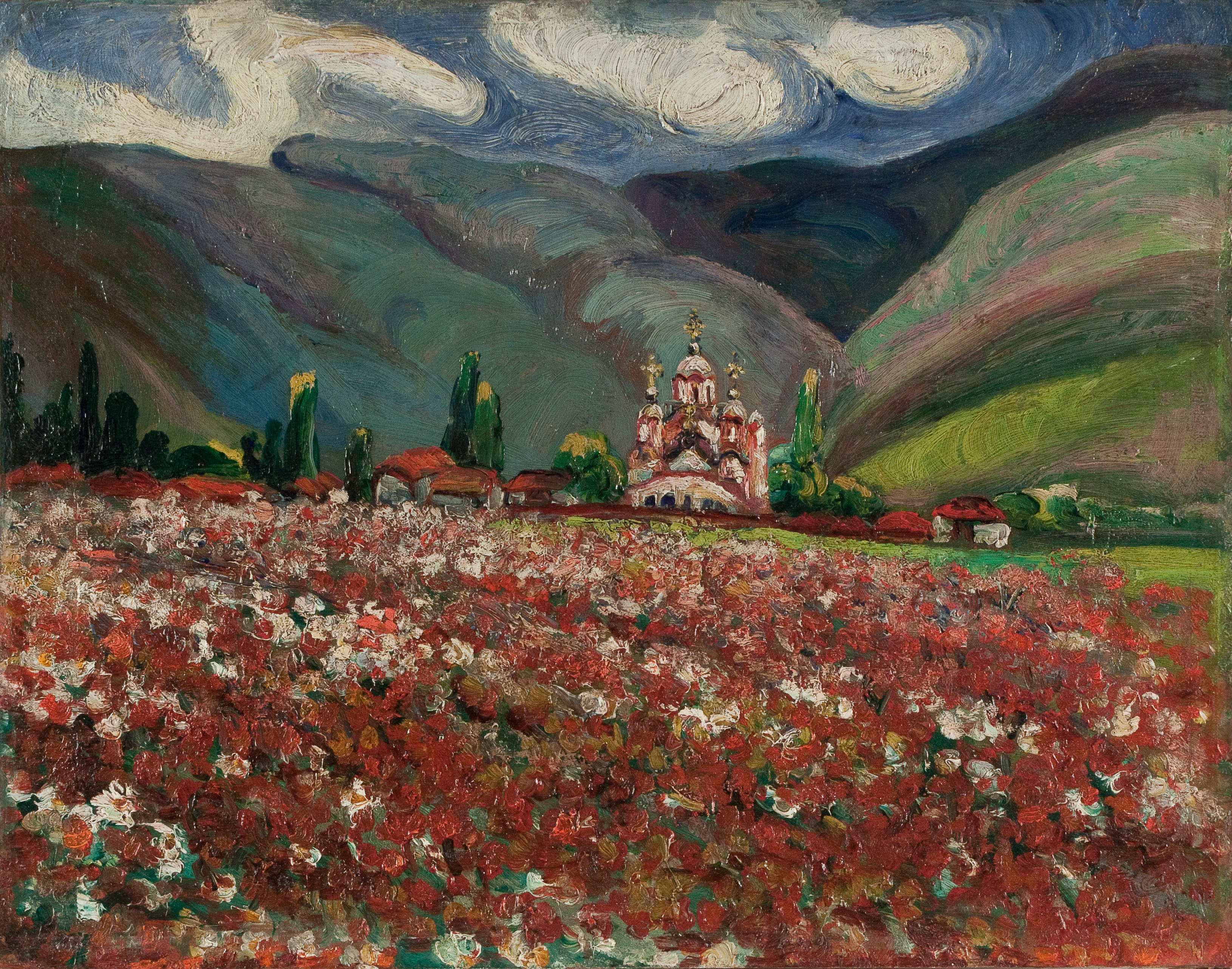
Kosovski božuri
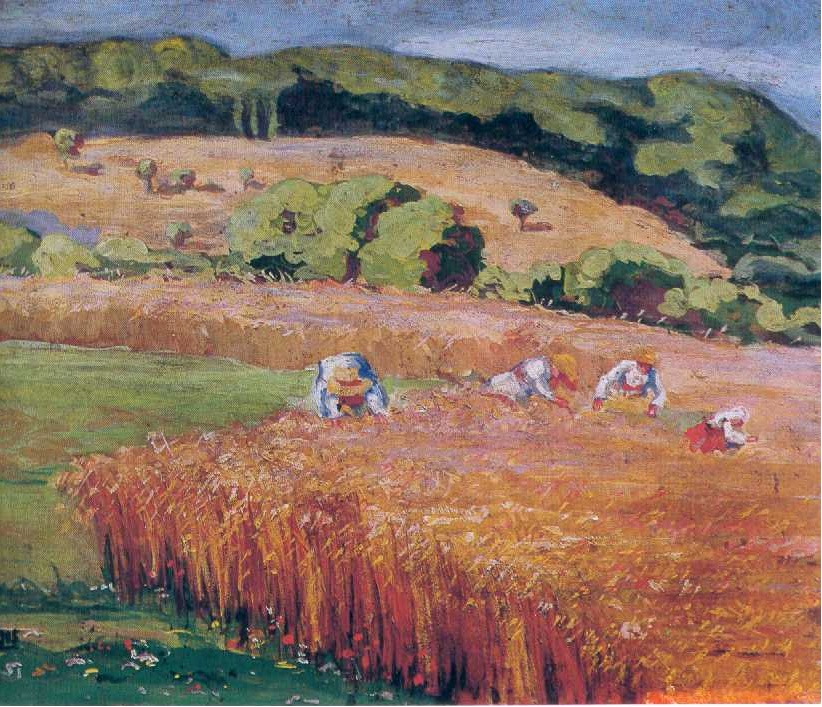
La Moisson
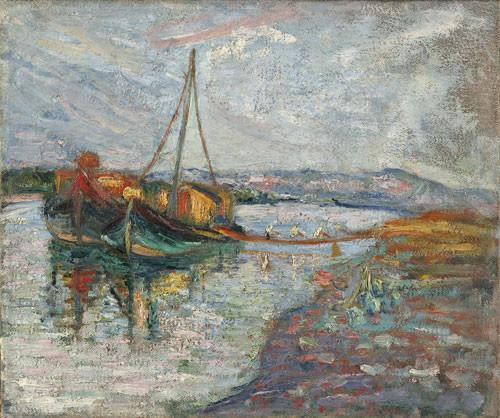
Boten op de Sava
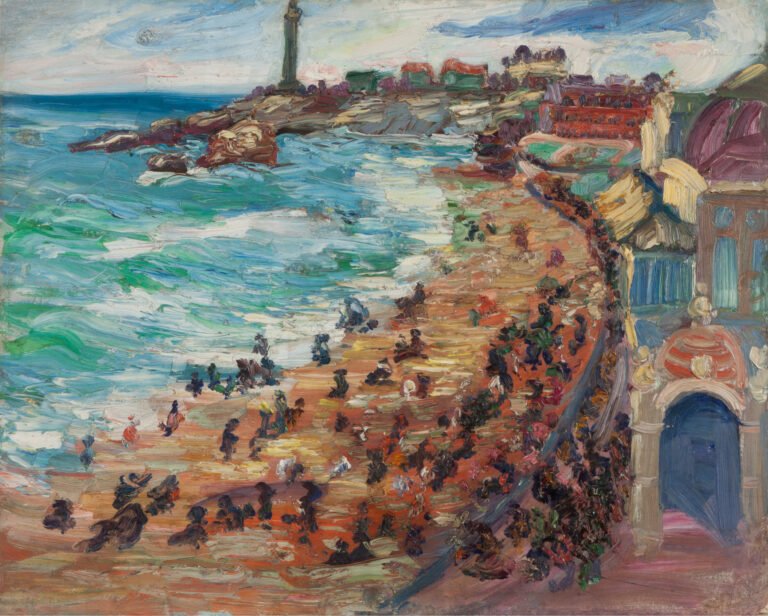
In bretanji
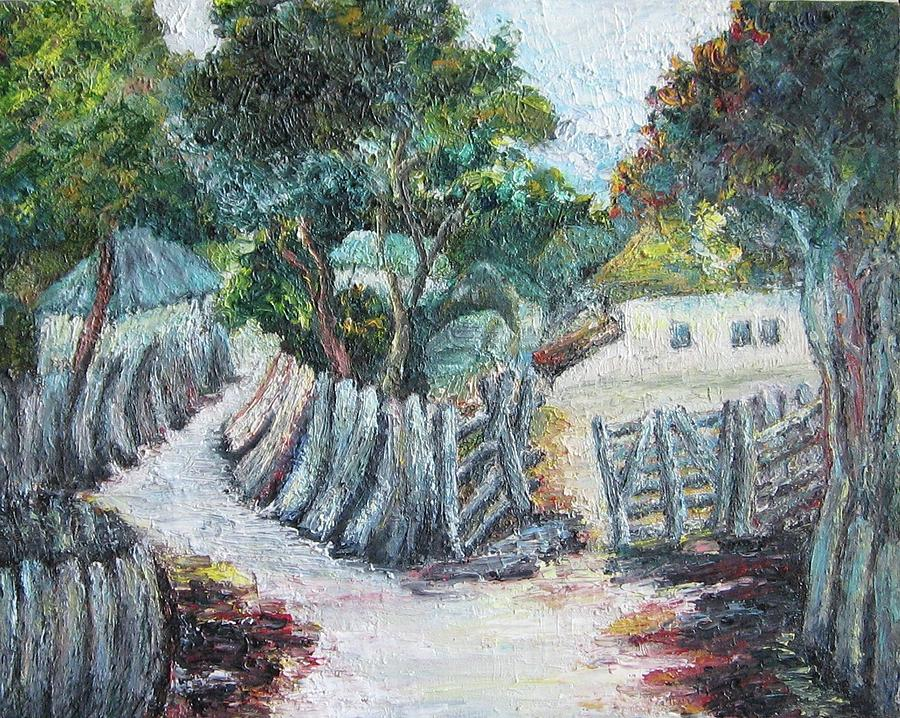
Zoran-markovik
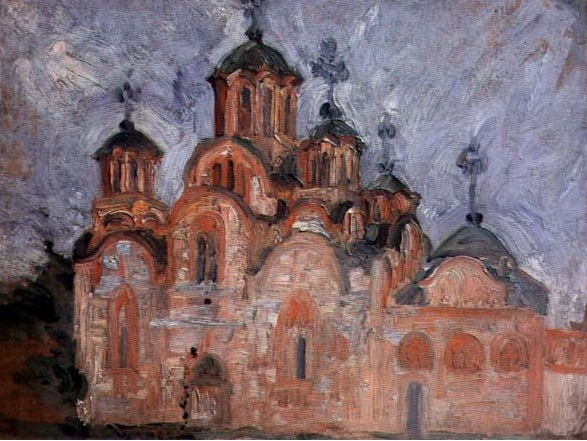
Gracanica
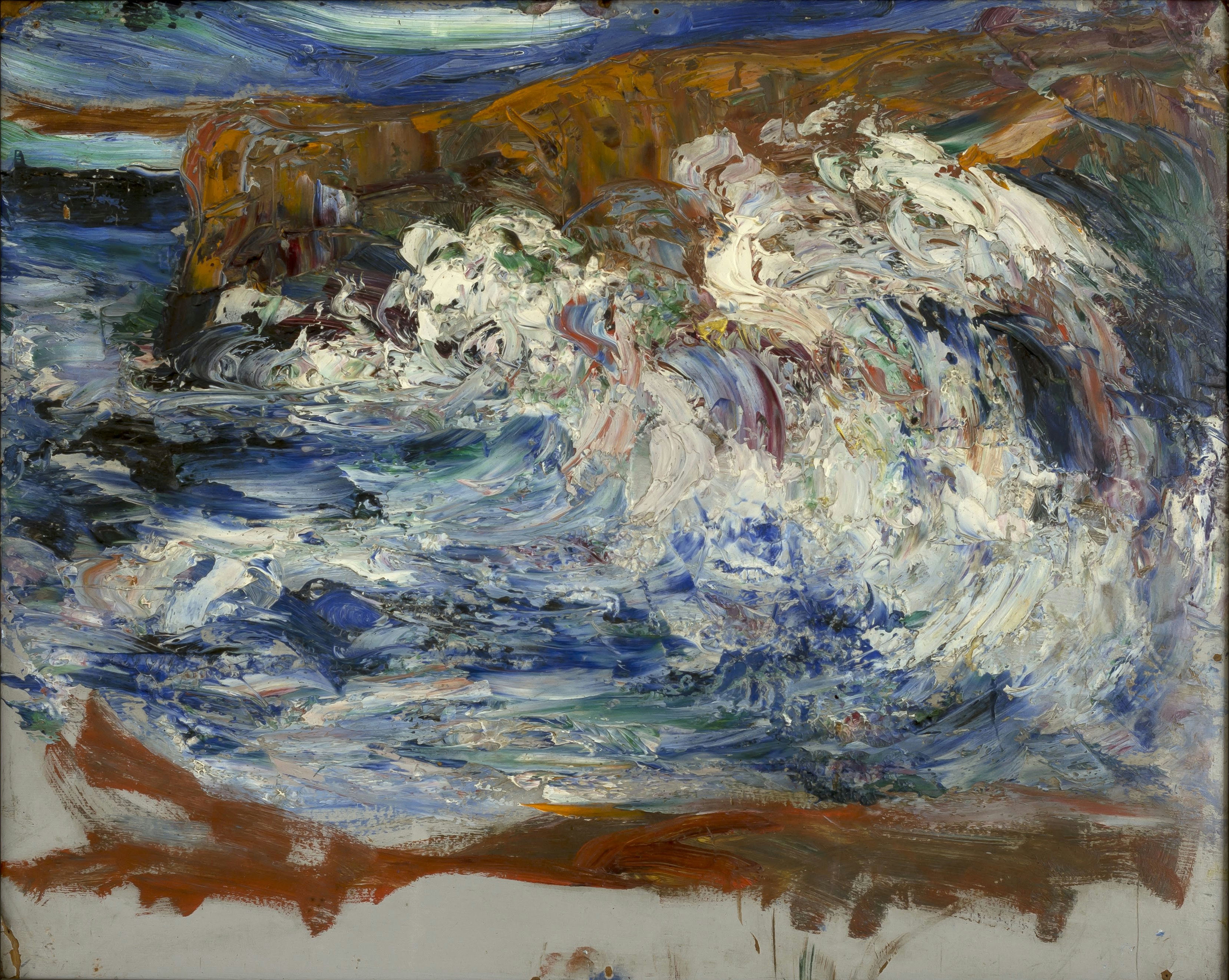
More